# William Warner
William Lloyd Warner (ur. 26 października 1898 w Redlands, zm. 23 maja 1970 w Chicago) – amerykański antropolog społeczny i socjolog. Przedstawiciel amerykańskiej socjologii opisowej. Warner zajmował się przede wszystkim badaniem uwarstwienia społecznego. Wraz ze współpracownikami opracował szczegółowe studium miasteczka Newburyport w stanie Massachusetts w pięciotomowej serii pod tytułem Yankee City (1941–1959).
Klasa społeczna w rozumieniu Williama Warnera jest określana przez wysokość dochodów i szacunek społeczny. W tym ujęciu występują trzy klasy: klasa wyższa, klasa średnia i klasa niższa, a każda z nich dzieli się jeszcze na wyższą i niższą. Klasy dzielą się więc na:
1. klasa wyższa-wyższa
2. klasa wyższa-niższa
3. klasa średnia-wyższa
4. klasa średnia niższa
5. klasa niższa-wyższa
6. klasa niższa-niższa.

Charakterystyczne dla rozumienia klas społecznych przez Warnera jest to, że pomijało ono niemal całkowicie problematykę konfliktu i walki klasowej, co było sednem istoty koncepcji klas u Marksa. W amerykańskiej socjologii koncepcje klas społecznych podkreślające konflikt i napięcia między klasami nigdy nie były popularne.

## Dzieła
- Structure of American Life (1952) (Yankee City, t. 5)
- The Living and the Dead. A Study of the Symbolic Life of Americans (1959) (Yankee City, t. 5)
- Democracy in Jonesville. A Study of Quality and Inequality (1949) (współautor)
- Who Shall Be Educated? The Challenge of Unequal Opportunities (1944) (współautor)
- The Social System of Modern Factory. The Strike. A Social Analysis. (1947) (Yankee City, t. 4) (współautor)
- The Social Life of Modern Community (1941) (Yankee City, t. 1) (współautor)
- The Status Systems of a Modern Community (1942) (Yankee City, t. 2) (współautor)
- Social Class in America. A Manual of Procedure for the Measurement of Social Status (1949) (współautor)
- The Social System of American Ethnic Groups (1945) (Yankee City, t. 3) (współautor)
- A Black Civilization. A Study of an Australian Tribe (1937)